# New Favorite
New Favorite è un album in studio della cantante e musicista statunitense Alison Krauss e del gruppo Union Station, pubblicato nel 2001.

## Tracce
1. Let Me Touch You for Awhile (Robert Lee Castleman) – 3:21
2. The Boy Who Wouldn't Hoe Corn (trad.) – 4:40
3. The Lucky One (Castleman) – 3:10
4. Choctaw Hayride (Jerry Douglas) – 3:10
5. Crazy Faith (Mark Simos) – 3:47
6. Momma Cried (Bob Lucas) – 3:20
7. I'm Gone (Eric Kaz, Wendy Waldman) – 3:28
8. Daylight (Lucas) – 4:03
9. Bright Sunny South (trad.) – 3:00
10. Stars (Dan Fogelberg) – 2:54
11. It All Comes Down to You (Ron Block) – 2:44
12. Take Me for Longing (Simos) – 2:51
13. New Favorite (David Rawlings, Gillian Welch) – 4:34

## Formazione
- Alison Krauss – voce, violino, viola
- Dan Tyminski – cori, chitarra acustica, mandolino
- Ron Block – cori, chitarra acustica, banjo
- Jerry Douglas – dobro, lap steel guitar
- Barry Bales – cori, basso
- Larry Atamanuik – batteria, percussioni